# Wyższa Szkoła Filologiczna we Wrocławiu
Wyższa Szkoła Filologiczna we Wrocławiu (ang. Philological School of Higher Education in Wrocław, niem. Hochschule für Philologie, hiszp. Escuela Superior de Filologia de Wrocław, wł. Scuola Superiore di Lingue di Wroclaw) – dawna akredytowana akademicka uczelnia niepubliczna o profilu filologicznym. Została założona w 2002 i 14 marca tegoż roku wpisana przez Ministra Nauki i Szkolnictwa Wyższego do rejestru szkół niepublicznych (aktualny numer w rejestrze: 232). 1 października 2020  Szkoła została wcielona do Wyższej Szkoły Bankowej we Wrocławiu. Uczelnia prowadziła studia na kierunku filologia w specjalnościach: anglistyka, amerykanistyka, germanistyka, italianistyka i hispanistyka, norweski, na których kształciło się około 2000 studentów. 

## Informacje ogólne
Uczelnia specjalizowała się wyłącznie w studiach filologicznych, stopniowo rozszerzając swoją ofertę akademicką i przygotowując studentów do pełnienia roli nauczycieli języków obcych, do pracy w branżach tłumaczeń, biznesu, turystyki, mediów, edytorstwa oraz managementu o charakterze społeczno-kulturowym. W 2011 Polska Komisja Akredytacyjna przyznała uczelni ocenę wyróżniającą. Wyższa Szkoła Filologiczna we Wrocławiu posiadała uprawnienia do nadawania stopnia doktora nauk humanistycznych w dyscyplinie językoznawstwo.
Uczelnia posiadała przyznawane przez Komisję Europejską certyfikaty ECTS Label, DS Label i European Language Label. Była jedynym w Polsce afiliowanym ośrodkiem Międzynarodowego Instytutu Komunikologii w Waszyngtonie. WSF to także autoryzowane centrum egzaminacyjne ETS oraz LCCI.

## Struktura uczelni
Pracami Wyższej Szkoły Filologicznej kierował rektor, prof. dr hab. Norbert Morciniec. Dziekanem Wydziału Neofilologii był prof. dr hab. Michał Post.
Najważniejszym organem kolegialnym uczelni był senat, do którego kompetencji należały m.in. ocena działalności dydaktycznej i badawczej jednostek organizacyjnych, opiniowanie wniosków dot. zatrudnienia pracowników naukowo-dydaktycznych, uchwalanie programów studiów i planów nauczania, uchwalanie regulaminu studiów, regulaminu rekrutacji i innych.
W ramach Wydziału Neofilologii w Wyższej Szkole Filologicznej funkcjonowały następujące katedry naukowo-dydaktyczne:
| Katedra                                              | Kierownik                               |
| ---------------------------------------------------- | --------------------------------------- |
| Katedra Semiotyki Lingwistycznej i Komunikologii     | prof. dr hab. Zdzisław Wąsik            |
| Katedra Lingwistyki Aksjologicznej                   | prof. dr hab. Michał Post               |
| Katedra Literaturoznawstwa Germańskiego              | prof. dr hab. Irena Światłowska-Prędota |
| Katedra Kultur i Literatur Iberoromańskich           | prof. dr hab. Piotr Sawicki             |
| Katedra Lingwistyki Kontaktu i Antropologii Dyskursu | prof. dr hab. Piotr Chruszczewski       |

## Oferta dydaktyczna
Wyższa Szkoła Filologiczna we Wrocławiu prowadziła:
- trzyletnie studia licencjackie (I stopnia) kończące się uzyskaniem tytułu licencjata,
- dwuletnie studia magisterskie (II stopnia) prowadzące do uzyskania tytułu magistra,
- program doktorancki (językoznawstwo teoretyczne, językoznawstwo stosowane, interdyscyplinarne badania lingwistyczne).

Studia realizowane były w systemie stacjonarnym (dziennym) i niestacjonarnym (zaocznym) na kierunku filologia na następujących specjalnościach:
| Studia licencjackie      | Studia licencjackie          |
| Filologia                | System studiów               |
| ------------------------ | ---------------------------- |
| anglistyka               | stacjonarne i niestacjonarne |
| anglistyka od podstaw    | stacjonarne i niestacjonarne |
| amerykanistyka           | stacjonarne                  |
| hispanistyka od podstaw  | stacjonarne i niestacjonarne |
| germanistyka od podstaw  | stacjonarne i niestacjonarne |
| italianistyka od podstaw | niestacjonarne               |
| język+język1             | stacjonarne i niestacjonarne |
| norweski od podstaw      | niestacjonarne               |
| Studia magisterskie      |                              |
| Filologia                | System studiów               |
| anglistyka               | stacjonarne i niestacjonarne |
| germanistyka             | niestacjonarne               |
| hispanistyka             | niestacjonarne               |
| italianistyka            | niestacjonarne               |

Studenci studiów licencjackich mieli do wyboru następujące specjalizacje zawodowe: tłumaczeniowa, język w biznesie i turystyce, nauczycielska.
Studenci studiów magisterskich mieli do wyboru specjalizacje: Tłumaczenia pisemne i ustne, Język w biznesie i mediach, Nauczyciel języka angielskiego na III etapie edukacyjnym. 

## Praktyczny wymiar kształcenia
Programy kształcenia w Wyższej Szkole Filologicznej układane były z uwzględnieniem sugestii i opinii pracodawców, z którymi współpracuje uczelnia, dzięki czemu przystawały do aktualnych i spodziewanych trendów na rynku pracy. Zajęcia z przedmiotów praktycznych prowadzone były między innymi przez osoby na co dzień zajmujące się zawodowo wykładanym w WSF przedmiotem. Uczelnia prowadziła portal PracaDlaFilologa.pl na którym pracodawcy samodzielnie umieszczali oferty pracy, praktyk i staży, które dostępne są wyłącznie dla studentów i absolwentów uczelni.

## Wydawnictwo WSF
WSF prowadziła własną działalność wydawniczą, publikując artykuły, materiały pokonferencyjne, księgi abstraktów, monografie i prace zbiorowe z dziedziny nauk filologicznych i glottodydaktyki.
Serie wydawnicze powołane w ramach Wydawnictwa WSF:
- Biblioteka Iberoromańska
- Dissertationes Philologicae Wratislavienses
- Languages in Contact
- Philologica Wratislaviensia: Acta et Studia
- Philologica Wratislaviensia: From Grammar to Discourse
- Philologica Wratislaviensia: Series Didactica
- Philologica Wratislaviensia: Studia Iberica et Latinoamericana

Wydawnictwo WSF wydawało ponadto czasopismo „Cuadernos Iberorrománicos” i do 2017 periodyk „Academic Journal of Modern Philology”.
Publikacje te były adresowane głównie do filologów: studentów i pracowników naukowo-dydaktycznych z uczelni w całym kraju. Serie są otwarte na publikacje z zakresu filologii, językoznawstwa, literatury, przekładu. Prace w nich publikowane znajdują zastosowanie w dydaktyce akademickiej z uwagi na ich specjalistyczny i naukowy charakter. 